# 188 (število)
188 (stó oseminósemdeset) je naravno število, za katero velja 188 = 187 + 1 = 189 - 1.

## V matematiki
- sestavljeno število.
- ne obstaja noben takšen cel x, da bi veljala enačba φ(x) = 188.
- deseto nedotakljivo število, saj ne obstaja nobeno takšno celo število x, da bi bila vsota njegovih pravih deliteljev enaka 188.